# Michael Seirton
Michael Seirton (geb. vor 1977) ist ein britischer Artdirector und Szenenbildner, der einmal den Oscar für das beste Szenenbild gewann und ein weiteres Mal für diesen Oscar nominiert war.

## Leben
Seirton begann seine Laufbahn als Artdirector und Szenenbildner 1977 bei der Fernsehserie Die Profis und wirkte bis 2004 an der szenischen Ausstattung von über dreißig Filmen und Fernsehserien mit.
Bei der Oscarverleihung 1982 war er zusammen mit Richard Sylbert für den Oscar für das beste Szenenbild in Reds (1981) von und mit Warren Beatty sowie Diane Keaton und Edward Herrmann in den Hauptrollen nominiert.
1983 gewann er den Oscar zusammen mit Stuart Craig und Robert W. Laing für Gandhi (1982) von Richard Attenborough mit Ben Kingsley, Candice Bergen und Edward Fox.

## Filmografie (Auswahl)
- 1977: Die Profis (Fernsehserie)
- 1982: Gandhi
- 1989: Singende Kumpel haben’s schwer (Bert Rigby, You’re A Fool)
- 1992: Mein Vetter Winnie
- 1994: Das Kartell
- 1994: Die Verurteilten
- 1995: The Grotesque
- 1999: The Green Mile
- 2001: Wit (Fernsehfilm)
- 2004: Laws of Attraction

## Auszeichnungen
- 1983: Oscar für das beste Szenenbild